# Hołowińce (obwód brzeski)
Hołowińce (biał. Галаўнінцы, Hałaunincy; ros. Головнинцы, Gołownincy) – wieś na Białorusi, w obwodzie brzeskim, w rejonie lachowickim, w sielsowiecie Krzywoszyn.

## Historia
W dwudziestoleciu międzywojennym leżały w Polsce, w województwie nowogródzkim, w powiecie baranowickim, w gminie Krzywoszyn. W 1921 miejscowość liczyła 267 mieszkańców, zamieszkałych w 47 budynkach, w tym 135 Białorusinów i 132 Polaków. 257 mieszkańców było wyznania prawosławnego i 10 rzymskokatolickiego.
Po II wojnie światowej w granicach Związku Sowieckiego. Od 1991 w niepodległej Białorusi.